# Lokal afledning af regnvand
Lokal afledning af regnvand eller Lokal anvendelse af regnvand (forkortet LAR) er begreber, der omfatter faskiner, regnvandsopsamling, regnbede, klima- eller nedsivningsveje mv.
Begrebet bruges primært i forbindelse med løsningen af de problemer med regnvand der er opstået i de senere år som konsekvens af klimaændringerne. LAR er i Danmark primært et kommunalt anliggende, idet flere og flere kommuner udarbejder klimastrategier og herunder også klimatilpasningsplaner, der danner det strategiske grundlag for den fysiske planlægning gennem kommune- og lokalplanlægning. Anlæg kombineres ofte med rekreative formål.